# Clifford Darling
Clifford Darling (Acklins, 11 maggio 1928 – Nassau, 27 dicembre 2011) è stato un politico bahamense.
Dal gennaio 1992 al gennaio 1995 è stato Governatore generale delle Bahamas, sotto la monarchia di Elisabetta II del Regno Unito.
Precedentemente era stato più volte Ministro negli anni '70 e, dal 1977 al 1992, Presidente del Parlamento del Paese.
| Controllo di autorità | VIAF (EN) 44038168 · ISNI (EN) 0000 0000 7877 3530 · LCCN (EN) no2005088337 · GND (DE) 132708434 |